# براندون باس
براندون باس (بالإنجليزية: Brandon Bass)‏ مواليد 30 أبريل 1985، هو لاعب كرة سلة أمريكي يلعب مع فريق بوسطن سيلتكس في الرابطة الوطنية لكرة السلة ويحمل الرقم 30. يبلغ طوله 6 قدم 8 بوصة (2.0 م).

## فرق لعب لها
- نيو أورلينز بيليكانز
- دالاس مافيريكس
- أورلاندو ماجيك

## روابط خارجية
- براندون باس على موقع إن بي أي (الإنجليزية)
- براندون باس على موقع سبورتس رفرنس (الإنجليزية)
- براندون باس على موقع كرة السلة الأوروبية.كوم (الإنجليزية)
- براندون باس على موقع DraftExpress.com (الإنجليزية)
- براندون باس على موقع إي إس بي إن.كوم (الإنجليزية)
- براندون باس على موقع كلية كرة السلة في سبورتس رفرنس.كوم (الإنجليزية)
- براندون باس على موقع ريلجم (الإنجليزية)
- براندون باس على موقع بروبوليرز (الإنجليزية)
- براندون باس على موقع سبورتس رفرنس (الإنجليزية)
- براندون باس على موقع سبورتس رفرنس (الإنجليزية)